# Asakusa
Asakusa (浅草) és una zona i antic districte (1889-1947) de Tòquio, actualment integrada en el districte de Taitō. La zona és famosa pel seu temple budista de Sensō-ji, dedicat al bodhisattva Kannon.

## Història
El desenvolupament d'Asakusa com a districte d'espectacles i entreteniment durant el període Edo va ser en part gràcies al veinat de Kuramae. Kuramae fou un barri de magatzems i botigues de venda d'arròs, que era emprat per a pagar als servents en època feudal. Els vigilants d'aquests magatzems inicialment allotjaren les mercancies d'arròs per una petita fiança, però en tant els anys passaren van començar a bescanviar l'arròs per diners o a vendre-ho a petits minoristes al marge. Com a resultat d'això i de la petita fortuna que amassaren els vigilants d'arròs, els teatres i les cases de geishes començaren a sorgir.
Fins a l'any 1947 Asakusa va ser un districte de Tòquio. En aquell any, Asakusa es va fusionar amb Shitaya per formar el nou districte de Taitô. L'antic districte d'Asakusa comprenia els 19 barris de la part oriental de l'actual Taitô.

## Geografia
Asakusa es troba al nord-est del Tòquio central, a la fi oriental de la Tokyo Metro Ginza Line, aproximadament a un quilòmetre i mig a l'est d'Ueno. Col·loquialment en l'àrea sol ser anomenada Shitamachi ('ciutat baixa') en referència al fet que és una zona baixa sobre el nivell de la mar a Tòquio, en els bancs del riu Sumida.

## Transports
- Estació d'Asakusa
- Estació d'Asakusa